# Companhia dos Cem Associados

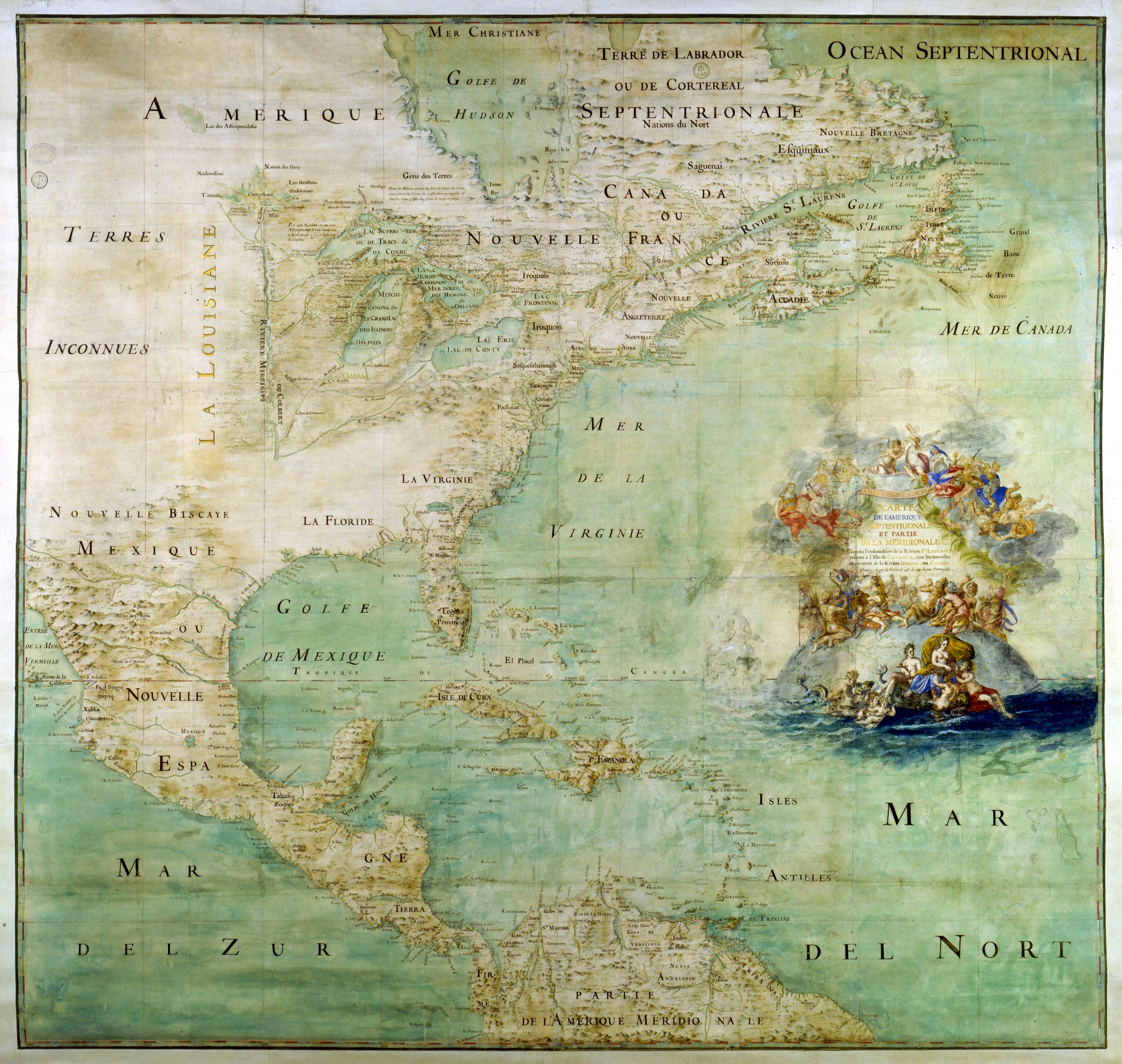
Carta francesa da América do Norte, do abade Calude Bernou, 1681

A Companhia dos Cem Associados ou Companhia da Nova França foi uma companhia criada por Richelieu para promover a colonização do Canadá, em 1627.
Foi criada num momento em que todas as possessões francesas na América eram propriedade do Rei da França. Para assegurar o poder real sobre esses territórios adquiridos e explorar seus recursos, era necessário estabelecer uma colonização permanente e fortificações que protegessem os colonos. Então, Richelieu conferiu o monopólio da Nova França a um restrito grupo de aristocratas próximos ao Rei que formaram a companhia para investir neste vasto território. Cada um dos 100 associados contribuiu com 3.000 libras para o capital da companhia.
O conflito com os piratas ingleses, porém, se revelou custoso demais para os 100 associados. Assim, em 1645, eles transferiram seu monopólio para uma nova companhia, a Comunidade dos Habitantes (Communauté des habitants). 